# Schmaltzia costaricensis
Schmaltzia costaricensis là một loài thực vật có hoa trong họ Đào lộn hột. Loài này được (L. Riley) F.A. Barkley miêu tả khoa học đầu tiên năm 1940.